# Незнакомка
Незнакомка (на български: Непозната) е четиринадесетият студиен албум на Филип Киркоров. Албумът е издаден е от лейбъла RONEeS и Звук. Включва 19 песни. За песните „Жестокая любовь“, „Роза чайная“ и „Немного жаль“ получава наградата „Златен грамофон“

## Песни от албума
- Роза чайная (дует с Маша Распутина)[1]
- Жестокая любовь
- Мечта
- Дай огня детка!
- Немного жаль
- Тебя люблю я / Моя малютка
- Зайки врозь / Ты это брось
- Эгоистка
- Come & dance
- Радио-бейби
- Незнакомка
- Флейтист
- Первая ночь нашей любви
- Душа и песня
- Все отдам я за любовь
- С шиком-блеском
- Жестокая любовь (remake D.Moss и A'A Kim)
- Роза чайная (дует с Маша Распутина, remix Vlad Zhukov)
- Роза чайная (дует с Маша Распутина, remix Sergey Chelobanov)[2]